# Усатый, Григорий Яковлевич
Григо́рий Я́ковлевич Уса́тый (3 [16] января 1916, Малая Жмеринка, Подольская губерния, Российская империя, — 26 сентября 1966, Жмеринка, Винницкая область, Украинская ССР, СССР) — майор, Герой Советского Союза (1945). Кандидат в члены ВКПб.

## Биография
Родился в семье крестьянина Якова Корнеевича Усатого. После окончания восьми классов Жмеринской средней школы № 1 и курсов вагонных мастеров работал в Жмеринке на железнодорожной станции слесарем вагонного депо.
В Красной Армии в 1936—1938, 1939—1940 и с 1941 года. В 1939 году окончил курсы младших лейтенантов.
На фронтах Великой Отечественной войны с сентября 1941 года. Командовал ротой 238-го стрелкового полка 186-й стрелковой дивизии 65-й армии 2-го Белорусского фронта. Особо отличился в период с 18 по 22 апреля 1945 года, когда рота под его командованием в числе первых преодолела реку Одер и в ходе боёв захватила и удержала плацдарм на левом берегу южнее Штеттина (ныне Щецин, Польша).
Указом Президиума Верховного Совета СССР от 29 июня 1945 года старшему лейтенанту Усатому Григорию Яковлевичу присвоено звание Героя Советского Союза с вручением ордена Ленина и медали «Золотая Звезда».
После войны продолжал службу в армии. В 1954 году окончил курсы усовершенствования офицерского состава. С 1957 года майор Г. Я. Усатый в запасе. Жил в городе Жмеринке. Работал заместителем директора интерната. Скончался 26 сентября 1966 года. Похоронен в Жмеринке.

## Великая Отечественная война
- 22.5.1943 - ранен.
- 22.5.1943 - младший лейтенант Усатый, командуя стрелковым взводом, 1350 сп, 234-й Ярославской коммунистической стрелковой дивизии , в бою у высоты 266,2 в Смоленской области, смело и умело руководил боем. Был ранен, но с поля боя не ушел, принялна себя командование и вторым стрелковым взводом, командир которого вышел из строя. Выполнив боевую задачу, вместе с 4-я бойцами вынес с поля боя 13 раненных красноармейцев. Энергично проводил оборонительные работы на своем участке обороны. Его взводом были досрочно построены тяжелый блиндаж и бомбоубежище. Представлен и награжден за эти действия медалью «За отвагу» . Наградной лист на Усатого Г.Я. от августа 1943 г.

- 13.8.1943 года лейтенант Усатый, командир стрелкового взвода 1350 сп, 234-й Ярославской коммунистической стрелковой дивизии , в бою в районе деревне Стря Пречистенского района Смоленской области со своим взводом ворвался в траншею противника, уничтожил расчет 81 мм миномета (8-cm s.Gr.W.34). Во время преследования противника взвод уничтожил 15 солдат и офицеров противника. После ранения командира роты  тов. Усатый принял на себя командование ротой и отбил контратаку немцев в районе высоты 259,8. За подвиг представлен к награждению   Орденом Отечественной войны 1 степени. Награжден Орденом Красной Звезды Наградной лист Наградной лист на Усатого Г.Я. от 31 августа 1943 г.
- 26.1.1945 ранен. Донесение о потерях 2/238 сп
- 21 или 23.4.1945 ранен.  Донесение о потерях

## Награды
- Медаль «Золотая Звезда» Героя Советского Союза;
- орден Ленина;
- орден Красного Знамени;
- три ордена Красной Звезды;
- медали, в том числе:
  - медаль «За победу над Германией в Великой Отечественной войне 1941—1945 гг.»;
  - юбилейная медаль «Двадцать лет Победы в Великой Отечественной войне 1941—1945 гг.».